# Sadko

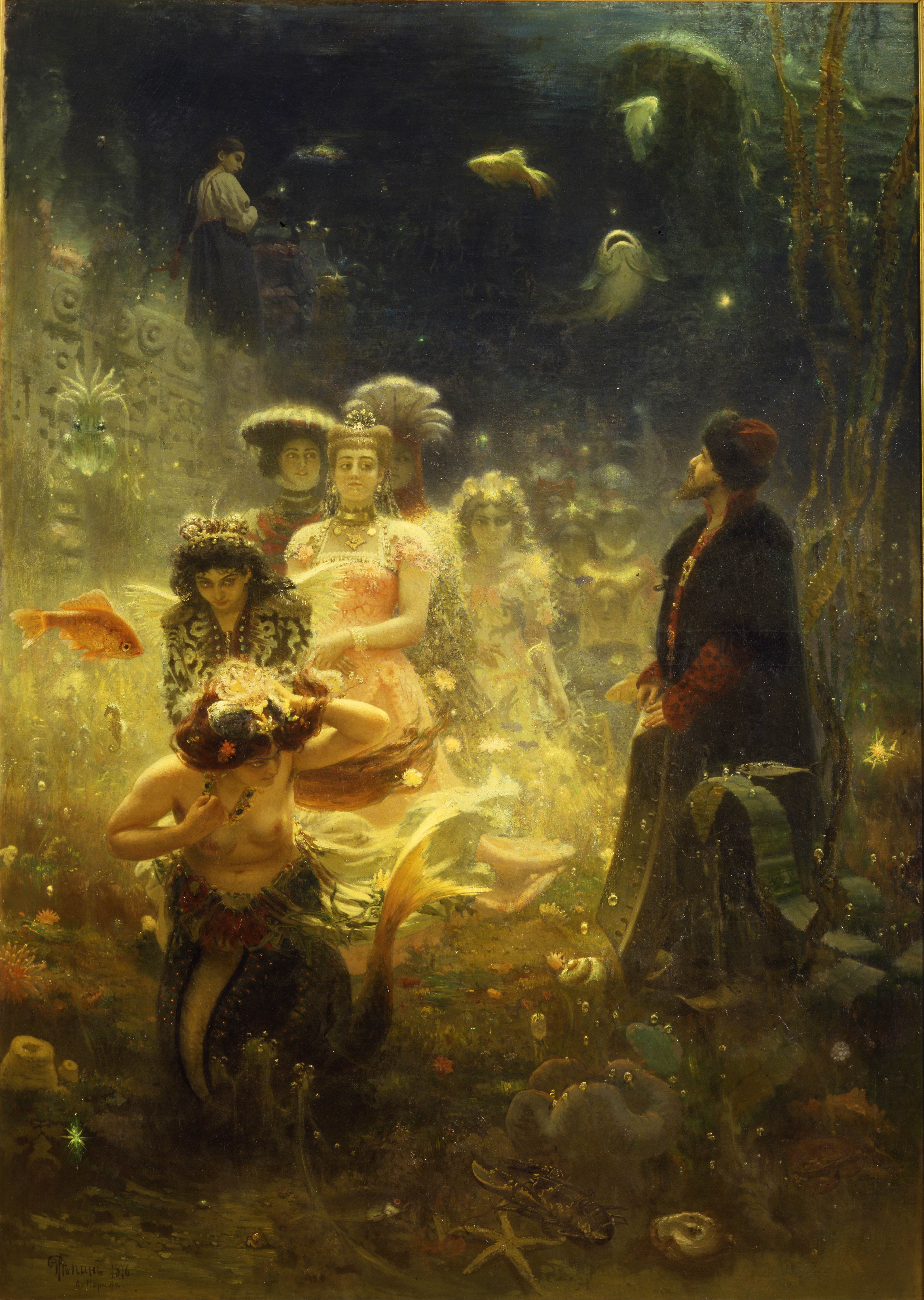
Sadko no reino submarino (1876), de Ilia Repin, no Museu Estatal Russo de São Petersburgo

Sadko (em russo:  Садко; talvez derivado do hebraico Zadoque), designado Sotko, o Rico (Sotko bogaty) nos anais da Catedral de Santa Sofia, é uma figura semilendária do século XII, ativa na Rússia de Quieve, cuja vida foi narrada em bilinas (poemas épicos dos eslavos orientais). Em 1167, segundo as Crônicas da Novogárdia e Pescóvia, fundou a Igreja dos Santos Bóris e Glebo na cidade de Novogárdia Magna. A sua vida foram associadas estórias míticas, com aquela que teria sido recebido pelo czar do mar ou outra que enriqueceu por influência da ninfa do lago Ilmen, e estas parecem ter derivado de fontes orais finlandesas.
Suas estórias parecem ter se difundido para além da Europa Oriental, pois a personagem Sadoc do romance francês antigo Tristão de Léonois parece ter sido inspirada nele. Muitas obras de arte foram dedicadas a Sadko (por exemplo, ópera “Sadko” de Nikolai Rimsky-Korsakov).